# 皇廷廣場
皇廷廣場（英語：King Palace Plaza），位於香港九龍觀塘敬業街55號，2012年落成，是億京發展旗下的商業大廈。開售初期適逢政府開始打壓住宅樓市，大量資金擁入商廈市場，二手呎價屢創新高，及後所謂的辣招波及企業投資者，部份房東短暫持貨，最終蝕讓離場。

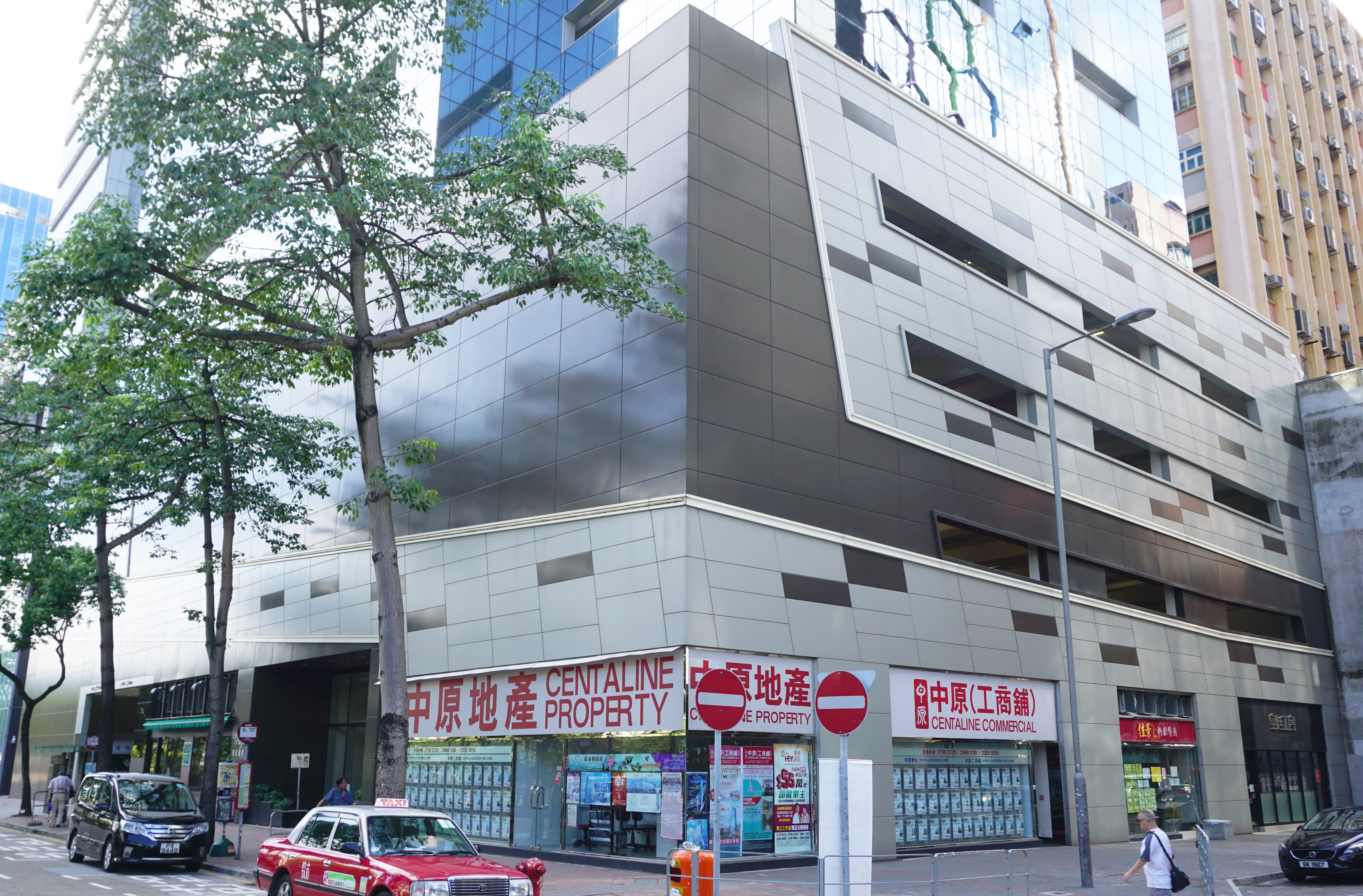
基座

## 毗鄰
- 觀塘明渠
- 越秀工業大廈
- 東瀛遊廣場